# Вецола (Ла Специја)
Вецола је насеље у Италији у округу Ла Специја, региону Лигурија.
Према процени из 2011. у насељу је живело 51 становника. Насеље се налази на надморској висини од 482 м.